# Johann Friedrich Nagel
Johann Friedrich Nagel (* 3. Juli 1765 in Waldheim/Sachsen; † 3. Mai 1825 in Meißen) war ein sächsischer Maler.

## Leben

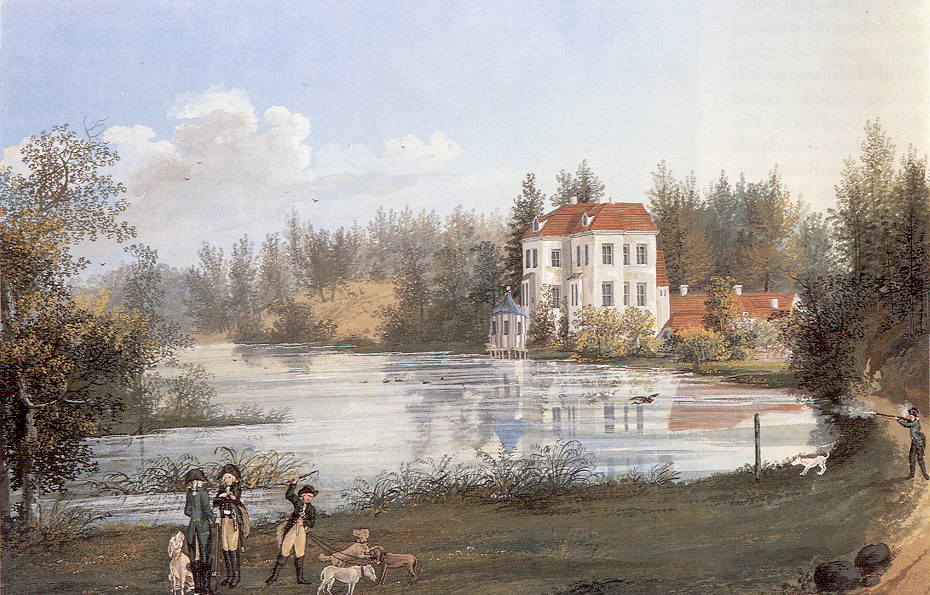
Jagdschloss Grunewald von Nordwesten, Gouache von 1788

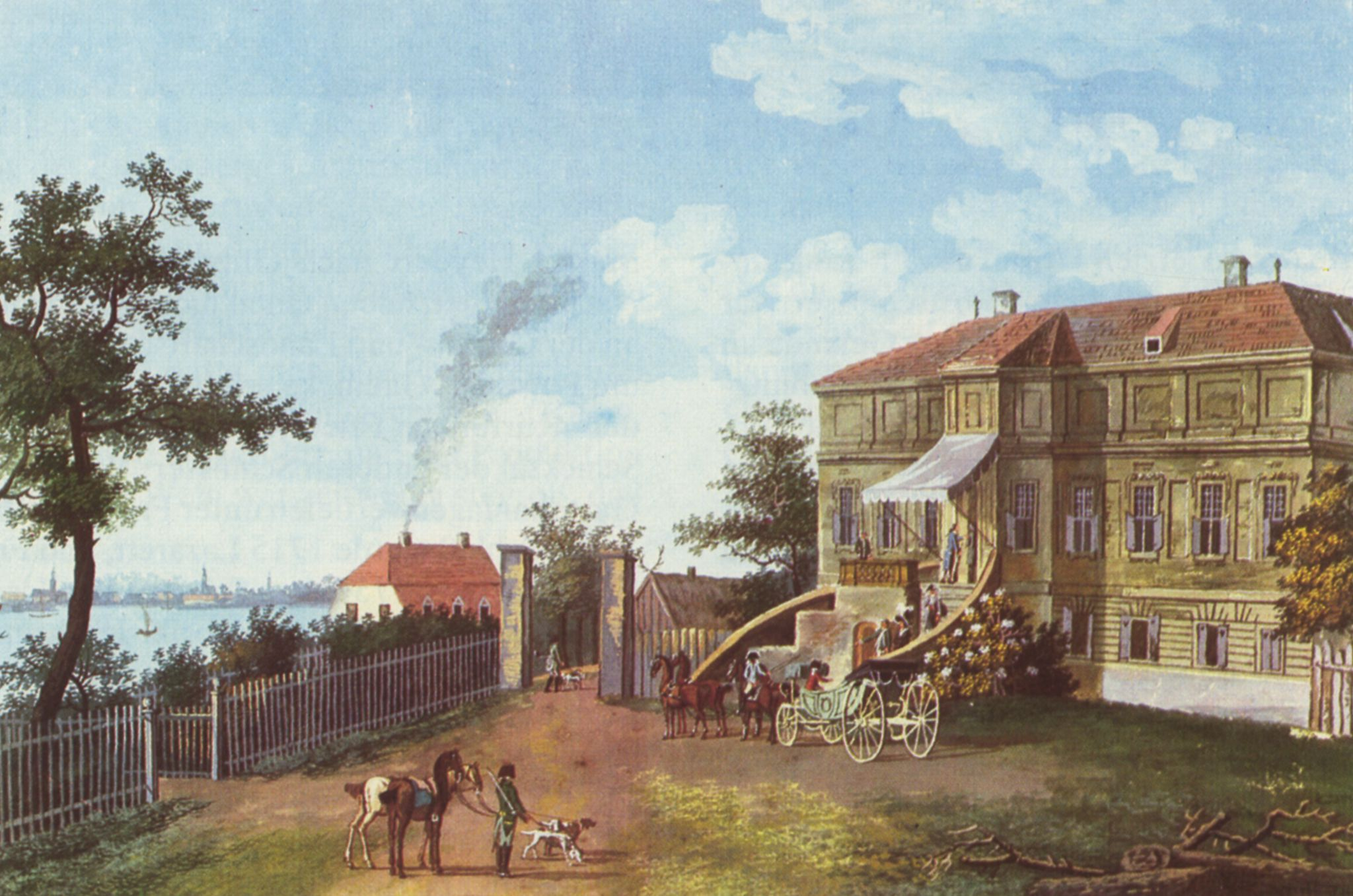
Schloss Caputh, Gouache von 1795

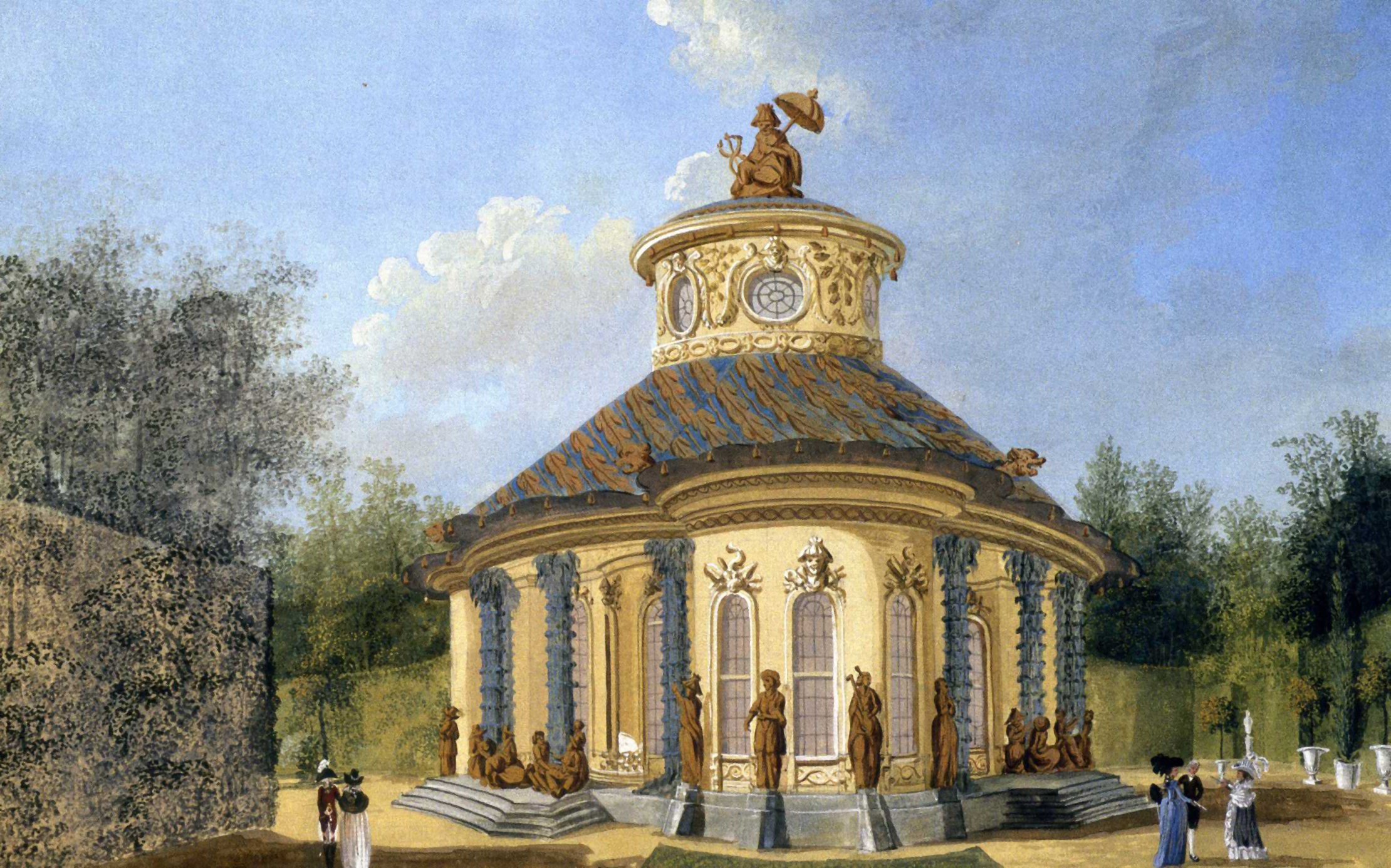
Chinesisches Teehaus zu Sanssouci ca. 1790

Seine Werke umfassen unter anderem barocke Landschaftsmalerei sowie Darstellungen von Schlössern und Gärten in Berlin, Brandenburg und Sachsen.
Johann Friedrich Nagel absolvierte eine Ausbildung zum Landschaftsmaler an der Kunstakademie in Dresden. Er wurde von Kurfürst Friedrich August III. von Sachsen gefördert, indem dieser ihm Studienreisen nach Italien ermöglichte. In den 80er Jahren des 18. Jahrhunderts wirkte Nagel in Preußen, wo er vor allem Auftragsarbeiten für König Friedrich Wilhelm II. ausführte. So fertigte er zum Beispiel 1788 eine Serie von Gouachen unter dem Titel „Sammlung aller schoenen und merkwürdigen Parthien in saemmtlichen Koenigl. Preussischen Staaten“ an. Unter demselben Titel werden anschließend beim Verlag Morino & Compagnie in Berlin eine Reihe teilweise kolorierter, teilweise grau lavierter Radierungen mit verschiedenen Ansichten von  Halle, dem Petersberg bei Halle, dem Brocken, Freienwalde, Frankfurt (Oder), Buckow, Brandenburg, Spandau, Halberstadt und Magdeburg herausgegeben. Nach 1790 ging Nagel wieder nach Sachsen und war hier ab 1793 in der Porzellanmanufaktur Meißen tätig. In den meisten seiner Werke schildert er Gegenden am Elbufer zwischen Dresden und Meißen und folgt bei den Meißen-Veduten Adrian Zingg, jedoch mit kräftigerer Farbigkeit.